# Neomedina atripennis
Neomedina atripennis là một loài ruồi trong họ Tachinidae.